# Semigalli

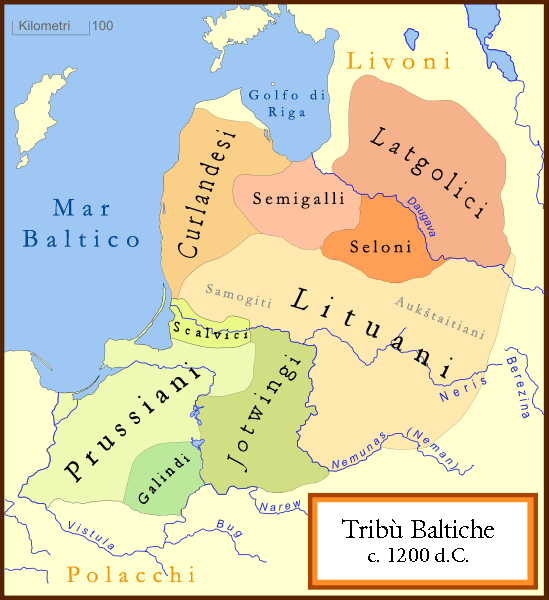
I Semigalli nel contesto delle altre tribù baltiche nel 1200 a.C. circa. I balti orientali sono mostrati in marrone, quelli occidentali in verde. I confini sono approssimati.

I Semigalli (lettone: Zemgaļi) sono una delle tribù baltiche che vissero in Semigallia (lettone: Zemgale), nella Lettonia meridionale. Si fecero subito notare per la loro tenace resistenza ai Crociati del Nord, ossia ai cavalieri portaspada. 
Si pensa anche che i Semigalli fossero la prima tribù baltica a governarsi come una monarchia, ma si basa su scarsi indizi.

## Famosi Semigalli
Un famoso semigalli fu Viestards. Fu lui a formare il primo stato unico semigallico nel XIII secolo. Formò poi un'alleanza con i Crociati Tedeschi per sconfiggere i nemici esterni. Vinta la guerra, i Crociati Tedeschi ruppero il trattato ed invasero la Semigallia, che cercò aiuto dai Lituani, distruggendo definitivamente i cavalieri portaspada nel 1236.
Un altro semigallo famoso fu Nameisis, che riunì le tribù dei Semigalli e dei Lituani per lanciarle all'attacco della Prussia, entrando così in famose cronache come la Livländische Reimchronik e la Das Zeugenverhör des Franciscus de Moliano (1312). Comunque, quel che è certo, è che verso la fine del 1270 la guerra contro la Prussia era ancora in corso.
La resistenza dei Semigalli continuò fino al 1290, quando furono sconfitti presso il loro castello di Sidrabene e molti furono costretti ad emigrare in Lituania, lasciando così il territorio lettone.